# 491 (tal)
491 är det naturliga talet som följer 490 och som följs av 492.

## Inom vetenskapen
- 491 Carina, en asteroid.

## Inom matematiken
- 491 är ett udda tal.
- 491 är ett primtal.[1]

## Inom kulturen
- 491 (film)